# Mlžný les

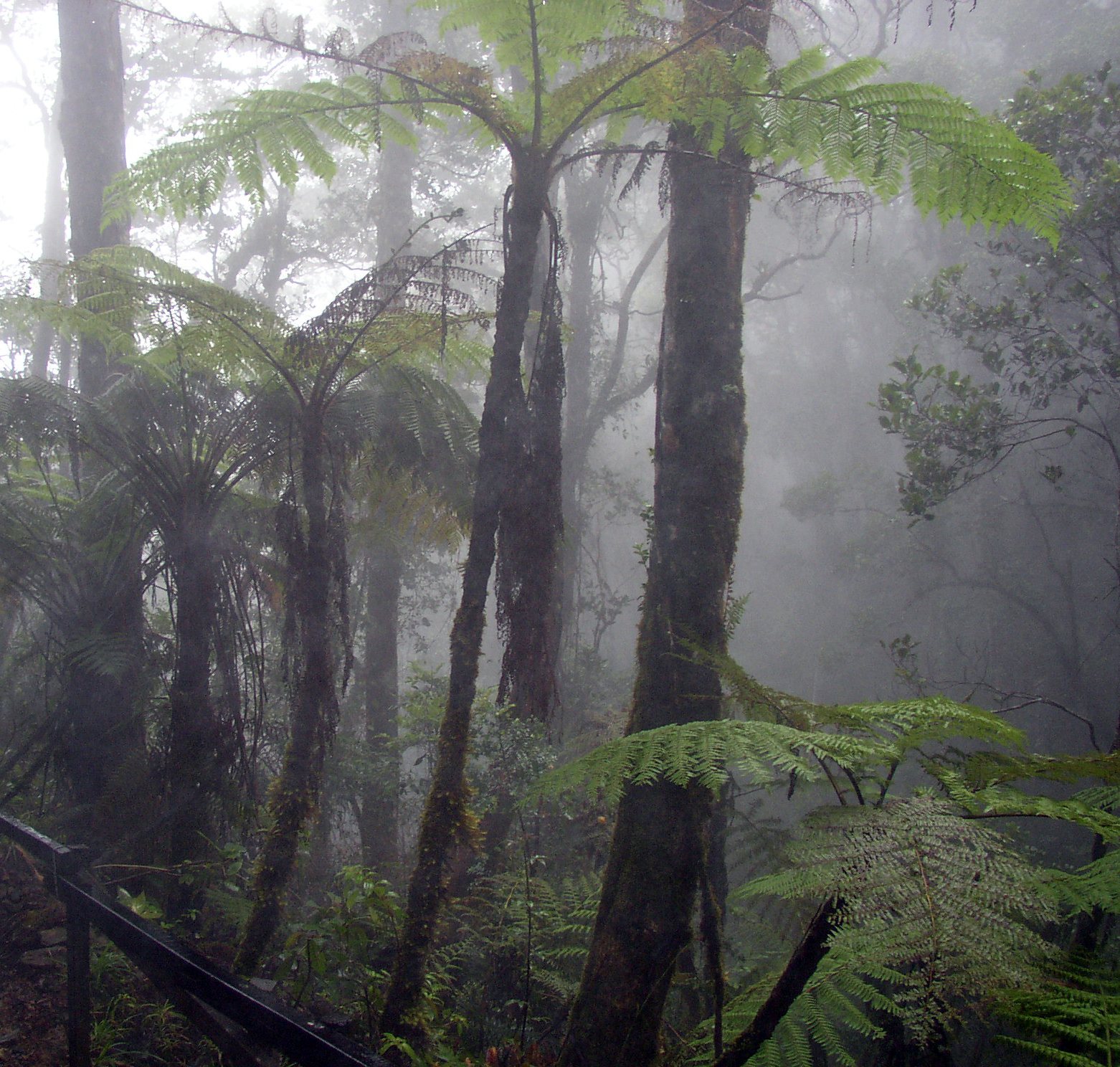
Stromové kapradiny řádu Cyatheales v mlžném lese na Mount Kinabalu na Borneu

Mlžný les (anglicky Cloud forest či Fog forest) je obvykle tropický či subtropický stálezelený horský les charakteristický téměř neustálým závojem mlhy či pokryvem nízké oblačnosti, jejíž mraky se vytrvale, často anebo sezónně téměř dotýkají korun stromů.
V mlžných lesích se nesmírně daří mechům, jež pokrývají půdu i vegetaci, proto se jim někdy říká „mechové lesy“. Takové lesy, kde je prakticky každá větev pokryta silnou vrstvou mechů a lišejníků, se obvykle tvoří v horských sedlech, v nichž je lépe zadržována vlhkost pocházející z mraků.